# Scott Carson
Scott Paul Carson, född den 3 september 1985 i Whitehaven, Cumbria, England, är en engelsk fotbollsmålvakt som spelar för Manchester City i Premier League.

## Klubblagskarriär

### Tidig karriär
Scott påbörjade sin fotbollskarriär i det lokala amatörlaget Cleator Moor Celtic. År 2000 blev han upptäckt av John Seasman från Leeds Uniteds ungdomsakademi. Även om Scott bodde utanför klubbens verkningsområde behöll man kontakten med spelaren. Under tiden provspelade han för Newcastle men klubben beslutade att inte värva honom till sin akademi. Hans första framträdande för Leeds var i en turnering för skolpojkar i Dublin 2000.
Före detta Leeds-backen Peter Hampton blev imponerad av honom när han spelade för Workington i FA Youth Cup och efter det värvades han till Leeds ungdomsakademi i juli 2002. Han tillhörde akademin i mindre än ett år och spelade i Leeds reservlag en halv säsong innan han gjorde sin debut för Leeds A-lag 2004.

### Leeds United
Hans karriär i Leeds fick en dramatisk start i januari 2004 när han fick hoppa in efter att förstamålvakten Paul Robinson blivit utvisad i en match mot Middlesbrough. Två veckor senare fick han starta sin första match när Leeds spelade oavgjort (1-1) mot Manchester United på Old Trafford. När Robinson lämnade Leeds och Elland Road för Tottenham Hotspur och White Hart Lane hade Scott chansen att slå sig in som förstamålvakt i Yorkshireklubben men han hamnade ändå på bänken efter att klubben köpt in Neil Sullivan.

### Liverpool
Tack vare sina fina framträdanden i Leeds betalade Liverpool 1 miljon pund för honom i januari 2005, han blev därmed Rafael Benítez första engelska nyförvärv sedan han blev manager för klubben. Carson skrev på ett kontrakt för fyra och ett halvt år. Han gjorde debut som nittonåring den 5 mars 2005 i en vinstmatch mot Newcastle och debuterade i Champions League den 4 april samma år när Liverpool besegrade Juventus.
I mars 2006 blev han utlånad till Sheffield Wednesday för att få erfarenhet från förstalagsfotboll samtidigt som Owls hade målvaktskris. Han spelade nio matcher, förlorade bara en och hjälpte laget att undvika nedflyttning innan han återvände till Liverpool i slutet av säsongen. Den 26 juni 2006 skrev Carson på en förlängning på ytterligare två år av sitt kontrakt med Liverpool som nu sträckte sig till 2011.
Den 14 augusti samma år meddelades det att Carson skulle tillbringa hela säsongen 2006-2007 på lån hos Charlton Athletic, efter att klubben misslyckats med att värva Robert Green. Carson konkurrerade med Thomas Myhre och Stephan Andersen om målvaktsplatsen men blev lagets nummer ett. Hans fina form under säsongen gjorde att han hamnade före Chris Kirkland och, ironiskt nog, Robert Green i rangordning i det engelska landslaget. Efter säsongen blev han utnämnd som Charltons bästa spelare den 30 april 2007.
Den 10 augusti samma år blev Carson utlånad på nytt, den här gången till Aston Villa som betalade 2 miljoner pund för att låna honom under säsongen 2007-2008. Tidigare under sommaren hade Rafael Benitez sagt att han ville ha kvar Carson i Liverpool som andramålvakt bakom José Reina, men Carson trodde att hans möjligheter att spela i landslaget skulle minska om han tillbringade en säsong på bänken och efter att ha samtalat med Benitez tilläts han gå på lån samtidigt som Liverpool köpte in Lens Charles Itandje som ersättare. Den 10 november 2007 avslöjade Carson att Aston Villa och Liverpool förhandlat om att göra lånet permanent efter säsongen till ett pris mellan 8 och 10 miljoner pund, något som skulle göra honom till Storbritanniens dyraste målvakt.

### West Bromwich Albion
Trots att Carson spelade i alla matcher utom tre för Aston Villa och höll nollan elva gånger valde de att inte göra Carsons övergång permanent. Istället köptes han av Premier League-nykomlingen West Bromwich Albion för 3,25 miljoner pund, men summan kan nå ända upp till 3,75 miljoner pund beroende på Carsons prestationer. Kontraktet gäller i fyra år, med möjligheten för klubben att förlänga det med ytterligare ett år.

### Bursaspor
Den 1 juli 2011 skrev Carson på för den turkiska klubben Bursaspor.

## Landslagskarriär
Scott blev uppkallad till Englands U-21-landslag för första gången i oktober 2003 trots att han precis fyllt 18 och inte debuterat i Leeds A-lag.
Han gjorde debut mot Holland i februari 2004 när England vann med 3-2. I maj 2005 blev han för första gången uppkallad till A-landslaget när man skulle möta USA och Colombia. Han flög för att möta upp med laget i USA dagen efter att ha suttit på bänken när Liverpool besegrade Milan i Champions League-finalen i Istanbul.
I maj 2006 blev han uttagen som reserv till Englands trupp till VM 2006. Han blev senare uttagen i truppen när Robert Green blev skadad i en match för England B mot Vitryssland den 25 maj 2006. Han spelade däremot ingen match under turneringen. Carson fortsatte att bli uttagen till både Englands A-landslag och U-21 landslag och blev uttagen till Englands trupp till U-21-EM 2007. I Englands tredje match i turneringen, mot Serbien, gjorde Carson sin 28:e U-21-landskamp och bröt därmed Gareth Barry och Jamie Carraghers rekord på 27 framträdanden.
Carson debuterade i A-landslaget i en vänskapsmatch mot Österrike den 16 november 2007 där han höll nollan. Han gjorde debut i tävlingsmatchsammanhang i EM-kvalmatchen mot Kroatien den 21 november samma år. Han släppte in tre mål och England misslyckades i och med förlusten att gå vidare till slutspelet. Även om Carson delvis fått skulden för det första insläppta målet har förbundskaptenen Steve McClaren fått den största skulden då han tog beslutet att låta en spelare med så liten erfarenhet av landslagsfotboll spela i en så viktig match.

## Personligt
Carson bor i Hail, Cumbria med sin fru Amy Barton som han gifte sig med den 17 maj 2008. Paret har tillsammans sonen Hayden. Scotts bror Grant Carson är också målvakt och spelar i Carlisle Uniteds ungdomslag.

## Meriter

### Liverpool
- 2004/05 UEFA Champions League
- 2006 UEFA Super Cup

Manchester City
- 2022/23 UEFA Champions League
- 2023 UEFA Super Cup
- 2023 Klubblags-VM

### Personliga
- 2006/07 Charlton Player Of The Year